# Campo di internamento di Sulmona

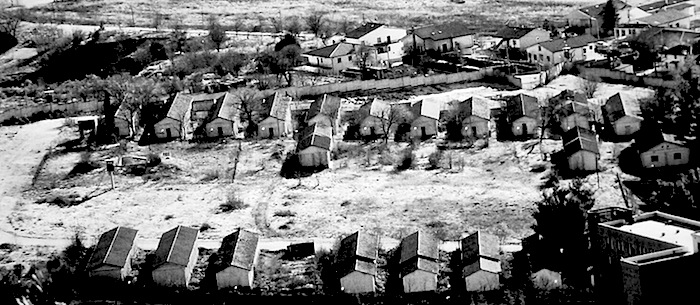
Veduta aerea del campo di internamento di Fonte d'Amore, a Sulmona

Il campo di internamento di Sulmona n. 78 di località Fonte d'Amore è un campo di concentramento istituito dal governo fascista in seguito all'entrata dell'Italia nella seconda guerra mondiale per accomodarvi i soldati prigionieri degli eserciti alleati. Fu operante dal luglio 1940 al settembre 1944.

## Storia

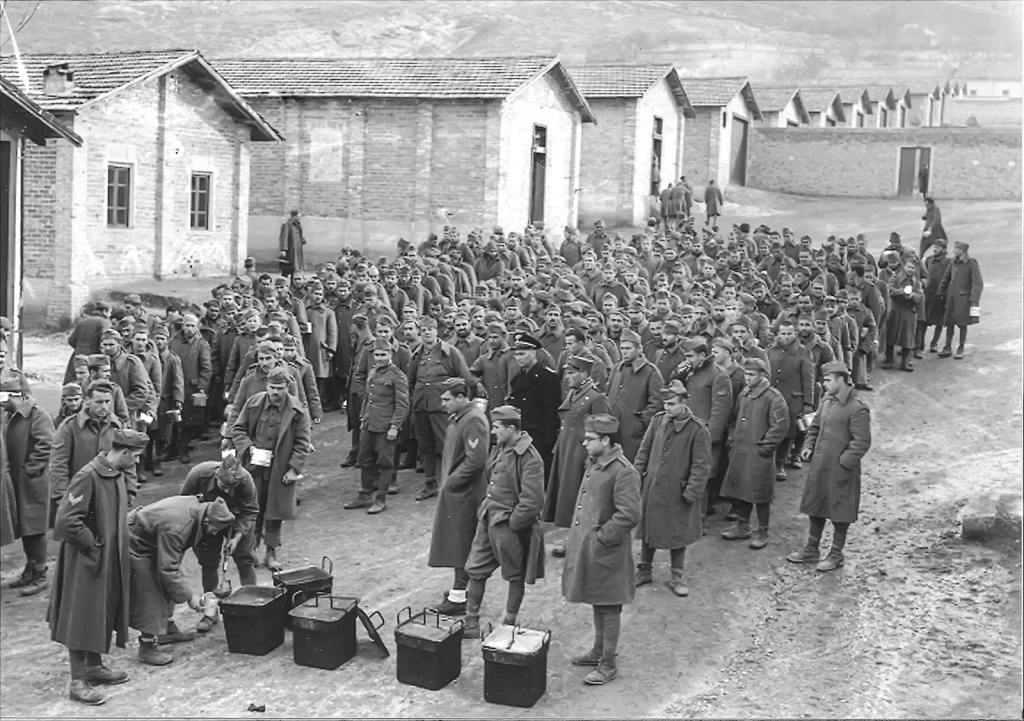
Prigionieri di guerra nel campo di internamento di Fonte d'Amore, a Sulmona

Si trova nella località di Fonte d'Amore, a Sulmona, e rappresenta uno dei campi di prigionia di guerra più grandi dell'Abruzzo, nonché uno dei meglio conservati. Durante l'occupazione tedesca, Sulmona assunse un ruolo importante per la mobilità delle truppe e dei materiali bellici per via dello snodo ferroviario delle tre linee Roma-Sulmona-Pescara, Sulmona-Isernia (per arrivare poi a Napoli tramite le successive linee) e Terni-Sulmona. A pochi kilometri di distanza, a Pratola Peligna, sorgeva uno stabilimento adibito a polveriera per la fabbricazione di munizioni e ciò risultò un buon centro di acquartieramento delle truppe e per la cattura di prigionieri politici e combattenti nemici da internare in campi di lavoro, data l'asprezza del territorio del Morrone. Sulmona si trovava inoltre nei pressi della linea Gustav fortificata dai tedeschi da Ortona fino a Cassino, e ciò comportava il rischio di incursioni aeree degli alleati, incursione che ci fu il 30 agosto 1943 presso la stazione ferroviaria.
Il campo n. 78 di Fonte d'Amore venne costruito per imprigionare i militi anglosassoni, provenienti soprattutto dalle operazioni belliche in Africa, e venne realizzato ampliando un campo di guerra già esistente per le operazioni belliche del 1915-1918. Il campo di prigionia fu inaugurato nel luglio 1940 e continuò la sua attività fino al settembre 1943, quando dopo la notizia dell'armistizio, le guardie e i gerarchi nazifascisti abbandonarono il controllo della città, permettendo l'evasione di massa dei prigionieri, tra cui il poeta di guerra sudafricano Uys Krige, che furono aiutati dai pastori e dai cittadini locali a scalare la Maiella per raggiungere le città di collina e di pianura, nonché il gruppo ribelle della "Brigata Maiella", che preparava l'attacco contro i nazisti.
Tuttavia da parte dei tedeschi che avevano il comando in città ci furono vari rastrellamenti di dissidenti politici e cospiratori contro il governo nazifascista che favorivano la fuga dei prigionieri. Il campo oggi è in abbandono, benché ancora conservato, ed è costituito da una grande muraglia perimetrale che cinge il campo vero e proprio con le baracche dei prigionieri molto semplici, dal tetto a spioventi, e la baracca maggiore, dove vi era la sede delle massime autorità.
Fu set di un documentario del 1992 di Massimo Sani per la RAI, Abruzzo: La guerra dimenticata (1943-45), in due puntate; il campo compare nella prima.